# Elecciones estatales de Puebla de 2021
Las elecciones estatales de Puebla de 2021 se llevaron a cabo el domingo 6 de junio de 2021, y en ellas se renovaron los titulares de los siguientes cargos de elección popular del estado mexicano de Puebla:
- 41 diputados estatales: 26 diputados electos por mayoría relativa y 15 designados mediante representación proporcional para integrar la LXI Legislatura.
- 217 ayuntamientos: Compuestos por un presidente municipal, un síndico y sus regidores. Electos para un periodo de tres años.

## Organización

### Partidos políticos
En las elecciones estatales tienen derecho a participar trece partidos políticos. Diez son partidos políticos con registro nacional: Partido Acción Nacional (PAN), Partido Revolucionario Institucional (PRI), Partido de la Revolución Democrática (PRD), Partido del Trabajo (PT), Partido Verde Ecologista de México (PVEM), Movimiento Ciudadano (MC), Movimiento Regeneración Nacional (MORENA), Partido Encuentro Solidario (PES), Fuerza por México (FPM) y Redes Sociales Progresistas (RSP). Y tres son partidos políticos estatales: Compromiso por Puebla, Pacto Social de Integración y Nueva Alianza Puebla.

### Proceso electoral
La campaña electoral inicia el 4 de mayo de 2021 y se extiende durante cuatro semanas, hasta el 2 de junio. La votación está programada para hacerse el 6 de junio de 2021, de las 8 de la mañana a las 6 de la tarde, en simultáneo con las elecciones federales. Se estima que el computo final de resultados se publique el 12 de junio.

### Distritos electorales
Para la elección de diputados de mayoría relativa del Congreso del Estado de Puebla, la entidad se divide en 26 distritos electorales.
| Distrito | Cabecera               | Municipios | Mapa |
| -------- | ---------------------- | ---------- | ---- |
| 1        | Xicotepec              | 10         |      |
| 2        | Huauchinango           | 14         |      |
| 3        | Zacatlán               | 7          |      |
| 4        | Zacapoaxtla            | 18         |      |
| 5        | Tlatlauquitepec        | 13         |      |
| 6        | Teziutlán              | 7          |      |
| 7        | San Martín Texmelucan  | 4          |      |
| 8        | Huejotzingo            | 11         |      |
| 9        | Puebla de Zaragoza     | 3          |      |
| 10       | Puebla de Zaragoza     | 1          |      |
| 11       | Puebla de Zaragoza     | 1          |      |
| 12       | Amozoc                 | 10         |      |
| 13       | Tepeaca                | 8          |      |
| 14       | Chalchicomula de Sesma | 12         |      |
| 15       | Tecamachalco           | 6          |      |
| 16       | Puebla de Zaragoza     | 1          |      |
| 17       | Puebla de Zaragoza     | 1          |      |
| 18       | San Pedro Cholula      | 2          |      |
| 19       | Puebla de Zaragoza     | 1          |      |
| 20       | Puebla de Zaragoza     | 1          |      |
| 21       | Atlixco                | 9          |      |
| 22       | Izúcar de Matamoros    | 20         |      |
| 23       | Acatlán de Osorio      | 38         |      |
| 24       | Tehuacán               | 10         |      |
| 25       | Tehuacán               | 5          |      |
| 26       | Ajalpan                | 12         |      |

## Resultados

### Congreso del Estado de Puebla
|  | 30.79 % |

|  | 17.95 % |

|  | 14.54 % |

|  | 5.34 % |

|  | 5.25 % |

|  | 5.05 % |

|  | 3.02 % |

|  | 2.99 % |

|  | 2.74 % |

|  | 2.39 % |

|  | 2.19 % |

|  | 1.91 % |

|  | 1.43 % |

|  | 4.41 % |

|  | 100 % |

### Ayuntamientos
|  | 22.56 % |

|  | 19.62 % |

|  | 16.27 % |

|  | 5.63 % |

|  | 5.23 % |

|  | 4.75 % |

|  | 3.95 % |

|  | 3.94 % |

|  | 3.13 % |

|  | 3.03 % |

|  | 2.34 % |

|  | 2.20 % |

|  | 1.96 % |

|  | 1.86 % |

|  | 96.50 % |

|  | 3.50 % |